# Думай медленно… решай быстро
Думай медленно… решай быстро (англ. Thinking, Fast and Slow — «Быстрое и медленное мышление», 2011) — книга-бестселлер (по версии New York Times) в 2011 году, написанная Даниэлем Канеманом, психологом, профессором Принстонского университета (США), лауреатом Премии по экономике памяти Альфреда Нобеля 2002 г. за «применение психологической методики в экономической науке, в особенности — при исследовании формирования суждений и принятия решений в условиях неопределенности».

## Основная идея
В 1970-е годы общепринятыми считались два предположения. Во-первых, что люди в основном рациональны и мыслят здраво. Во-вторых, что большинство отклонений от рациональности объясняется эмоциями. Но исследования Канемана показали, что постоянные ошибки мышления людей обусловлены скорее самим механизмом мышления, нежели влиянием эмоций. Сегодня исследователи согласны с тезисом о том, что наши умы склонны к систематическим ошибкам. Главная идея Канемана — продемонстрировать работу разума с учетом последних открытий в когнитивной и социальной психологии.

## Две системы
В книге Канеман выделяет в психике человека две системы:
- Система 1: срабатывает автоматически и очень быстро, почти не требуя усилий и не давая ощущения намеренного контроля
- Система 2: выделяет внимание, необходимое для сознательных умственных усилий, в том числе для сложных вычислений

Пока мы бодрствуем, работают обе системы: первая — автоматически, а вторая — находится в комфортном режиме минимальных усилий. Когда всё происходит гладко, Система 2 принимает предложения Системы 1 совсем или почти без изменений. Как правило, человек действует согласно своим желаниям, и обычно это вполне приемлемо. Система 2 приходит в действие, когда обнаруживается событие, нарушающее модель окружающего мира в представлении Системы 1. Большую часть времени Система 1 отлично выполняет свои функции, однако ей свойственны свои искажения и систематические ошибки, особенно плохо она разбирается в логике и статистике.
Хотя Система 2 считает себя главным действующим лицом, в действительности герой этой книги — Система 1. Канеман полагает, что она без усилий порождает впечатления и чувства, которые являются главным источником убеждений и сознательных выборов Системы 2. Когда Система 1 сталкивается с трудностями, она обращается к Системе 2 для решения текущей задачи с помощью более подробной и целенаправленной обработки. Систему 2 мобилизуют при возникновении вопроса, на который у Системы 1 нет ответа. Определяющей чертой Системы 2 является то, что её действия сопряжены с усилиями, а одна из её главных характеристик — леность и нежелание тратить силы больше необходимого. Лень — неотъемлемая часть нашей натуры. Поэтому и бывает, что те мысли и действия, которые Система 2 считает своими, часто порождаются Системой 1. У Системы 2 есть особая реакция на перегрузку. Система 2 защищает самое важное задание, чтобы ему доставалось все необходимое внимание, а запасные мощности распределяет на другие задачи.

### Иллюзия истины
Если что-то кажется знакомым, человек предполагает, что это правильно. Система 1 даёт ощущение знакомости, а Система 2 на основе этого ощущения решает, соответствует ли утверждение истине. Всё, что облегчает работу ассоциативного механизма, искажает оценку. Частые повторения — надёжный способ заставить людей поверить неправде, потому что различить истину и ощущение чего-то знакомого нелегко.

### Эффект настроения
Хорошее настроение, интуиция, способность к творчеству, доверчивость и повышенная зависимость от Системы 1 входят в одну группу. На другом полюсе находятся связанные между собой огорчение, бдительность, подозрительность, аналитический подход и дополнительные усилия. Хорошее настроение ослабляет контроль Системы 2 над деятельностью, люди в таком состоянии более склонны к логическим ошибкам. Такая связь имеет биологический смысл: хорошее настроение — это сигнал, что в целом всё идёт хорошо, окружающая обстановка безопасна, оборону можно ослабить. Плохое настроение — признак того, что ситуация не очень хорошая, возможно наличие угрозы, требуется бдительность.

### Эффект ореола
Склонность хорошо (или плохо) воспринимать в человеке всё, включая то, чего вы не видели, называется эффектом ореола. Это ещё один способ, с помощью которого Система 1 генерирует представление об окружающем мире, упрощая его и делая более логичным, чем на самом деле. Сведения о предмете накапливаются постепенно, и их интерпретация определяется эмоцией, связанной с первым впечатлением. Эффект ореола увеличивает силу первых впечатлений порой до такой степени, что остальная информация почти полностью пропадает. Для получения полезной информации из множественных источников следует обеспечить их независимость друг от друга.

### Что видишь, то и есть
Система 1 отлично справляется с выстраиванием наилучшей возможной истории, включающей активированные в данный момент идеи, но не учитывает информацию, которой у неё нет. Мерой успеха для Системы 1 является целостность созданной истории, а количество и качество данных, на которых она основана, особого значения не имеют. Она работает как механизм для поспешных выводов. Обращаясь к Системе 2, вы начинаете искать информацию, которой у вас нет, а не строите историю на основе отрывочных фактов.

### Автозамена
В нормальном состоянии человеческий разум обладает интуитивными чувствами и мнениями почти обо всём вокруг. Человек просто чувствует, что другой ему не нравится. Есть объяснение того, как люди генерируют интуитивные мнения по сложным вопросам. Если на сложный вопрос быстро не находится удовлетворительного ответа, Система 1 подыскивает более лёгкий родственный вопрос и отвечает на него.

### Счастливый случай
Ассоциативные механизмы ищут причины. Склонность к каузальному мышлению порождает серьёзные ошибки в оценке случайности действительно случайных событий. Канеман приводит в пример пол шести младенцев, родившихся в больнице один за другим. Последовательность появления мальчиков и девочек совершенно случайна: события независимы, а число мальчиков и девочек, родившихся за последние часы, абсолютно не влияет на пол следующего младенца. Однако людям кажется, что последовательности М-М-М-Д-Д-Д, Д-Д-Д-Д-Д-Д и М-Д-М-М-Д-М имеют разные вероятности. Человек везде ищет закономерности и не ожидает, что случайный процесс приведёт к регулярным результатам.

## Награды
- 2011 Los Angeles Times Book Prize (Current Interest)[4]
- National Academy of Sciences Best Book Award in 2012
- New York Times Book Review, one of the best books of 2011
- Globe and Mail Best Books of the Year 2011
- One of The Economist’s 2011 Books of the Year
- One of The Wall Street Journal’s Best Nonfiction Books of the Year 2011[5]

## Кризис репликации
В связи с кризисом репликации, некоторые части книги были признаны некорректными. В частности, были попытки повторить исследования прайминга, и было выяснено, что на наблюдаемый эффект влияют ожидания экспериментатора.